# Hills (Minnesota)
Pour les articles homonymes, voir Hills.
Hills est une ville américaine située dans le Comté de Rock, dans le Minnesota. Selon le recensement de 2010, sa population est de 686 habitants.